# Linia kolejowa Nauen – Oranienburg
Linia kolejowa Nauen – Oranienburg – dawna lokalna, niezelektryfikowana linia kolejowa biegnąca przez teren kraju związkowego Brandenburgia, w Niemczech. Łączyła ona Nauen przez Kremmen z Oranienburgiem.